# De Vijf in de knel
De Vijf in de knel is het achtste deel uit de De Vijf-boekenreeks. Het boek werd in 1949 geschreven door Enid Blyton onder de titel Five get into trouble. De illustraties zijn van Eileen Soper. 
Het verhaal werd voor Nederland bewerkt door D.L. Uyt den Boogaard en uitgegeven door H.J.W. Becht, met illustraties van Eileen Soper. De omslag van de eerste drie drukken is gemaakt door Hans G. Kresse. Vanaf 2002 wordt het boek uitgegeven in een nieuwe vertaling van J.H. Gever en geïllustreerd door Julius Ros. In 2021 is het boek opnieuw vertaald door Senna Beaufort, geïllustreerd door Laura Ellen Anderson en uitgegeven door Standaard uitgeverij. 

## Verhaal
De Vijf maken in de paasvakantie een trektocht op de fiets. Onderweg maken ze kennis met Richard Kent. Hij is een zoon van Thurlow Kent, diamantslijper en een van de rijkste mannen van het land.
Richard trekt een tijdje met hen op, maar gaat er dan plots vandoor. Hij wordt echter opgewacht door een stel criminelen onder leiding van Rookie, die hem willen gijzelen. Richard weet te ontkomen, maar dan wordt Dick voor hem aangezien en door de mannen ontvoerd. Dick wordt in de Owl's Dene gevangen gehouden, in een oud kasteeltje. De anderen gaan op zoek en vinden het kasteel waar Dick gevangen zit. Wanneer ze het terrein oplopen, sluiten de smeedijzeren hekken zich achter hen en zitten ze in de val.
Rookie bemerkt de vergissing, maar als ze dan op het punt staan te worden vrijgelaten wordt de echte Richard herkend waarop ze met z'n allen opnieuw gevangen worden genomen. Richard slaagt erin om zich in de achterbak van de auto van de gangsters te verbergen, waarna hij meerijdt en in het dorp de politie waarschuwt, die daarop de bende ontmaskert. Julian laat de politie de ruimte zien waar een ontsnapte veroordeelde zich verbergt. Deze man had een deal met de bende gesloten als ze hem zouden helpen het land uit te vluchten.

## Bewerkingen
Het verhaal is twee keer verfilmd. In 1970 maakte Katrine Hedman De 5 i fedtefadet . In 2013 volgde er ook een Duitse verfilming.